# Erdősmárok
Erdősmárok é um município da Hungria, situado no condado de Baranya. Tem 8,14 km² de área e sua população em 2019 foi estimada em 85 habitantes.